# Agathia eara
Agathia eara là một loài bướm đêm trong họ Geometridae.